# Властивість
Власти́вість — багатозначний термін, який, залежно від контексту, може означати:
- прояв у взаємодії із суб'єктом притаманної об'єкту якості.
- відмінна особливість, характерна ознака об'єкта.

## Філософська властивість
Властивість — філософська категорія, яка виражає один з моментів виявлення сутності речі у відношеннях з іншими речами; те, що характеризує її подібність до інших предметів або відмінність від них. 
Властивість пов'язана з якістю (див. якість і кількість). Кожна окрема річ має багато властивостей, єдність яких виражає її якість. Для того, щоб предмет набув якоїсь якості, він повинен мати певні властивості. Коли предмет втрачає якусь якість, він втрачає також і відповідні властивості, які опосередковано виражали його сутність у системі відношень. У властивості предмета відображається внутрішня сутність не тільки предмета, а й системи зв'язків і відношень, в якій цей предмет функціонує.

## Форми властивостей
Властивості бувають найзагальніші (атрибут), специфічні, головні і неголовні, істотні й неістотні, необхідні й випадкові, зовнішні і внутрішні тощо. 
На противагу суб'єктивному ідеалізмові, який ототожнює властивості з відчуттями і таким чином заперечує їх об'єктивний характер, діалектичний матеріалізм вважає, що властивості об'єктивно притаманні речам, а відчуття є суб'єктивним відображенням об'єктивних властивостей.